# Схюрс, Деми
Деми Схюрс (нидерл. Demi Schuurs; род. 1 августа 1993, Ситтард, Нидерланды) — нидерландская теннисистка. Победительница 21 турнира WTA в парном разряде.
Победительница двух юниорских турниров Большого шлема в парном разряде (Открытый чемпионат Австралии-2011, Открытый чемпионат США-2011); финалистка двух юниорских турниров Большого шлема в парном разряде (Открытый чемпионат Франции-2011, Уимблдон-2011).

## Общая информация
Отец Деми — Ламберт Схюрс — бывший профессиональный гандболист, сыгравший с 1981 по 1995 год за Нидерланды 312 матчей, что является рекордом для его сборной. Младший брат — Перр является футболистом и выступает за «Торино» в чемпионате Италии.

## Спортивная карьера
Схюрс специализируется на выступлениях в парном разряде. На юниорском этапе карьеры в 2011 году она смогла выиграть Открытый чемпионат Австралии (в дуэте с Ан-Софи Местах) и Открытый чемпионат США (с Ириной Хромачёвой) в парном разряде среди девушек. Первого взрослого титула Деми добилась летом 2010 года, победив на 10-тысячнике из цикла ITF в Бельгии. Её дебют в WTA-туре состоялся в июне 2011 года, когда она сыграла в основной парной сетке турнира в Хертогенбосе. В феврале 2012 года Схюрс провела первый матч в составе сборной Нидерландов в розыгрыше Кубка Федерации. В марте 2014 года она выиграла единственный титул в одиночном разряде, взяв его на 10-тысячнике ITF в Египте. К февралю 2015 в активе голландской теннисистки было 15 парных побед на турнирах из цикла ITF.
В апреле 2015 года Схюрс в альянсе с Исалин Бонавентюре выиграла свой первый титул WTA, взяв его на грунтовом турнире в Катовице. Следующей трофей в туре она завоевала в июле того же года, когда в команде с Оксаной Калашниковой победила в Бухаресте. Самой серьезной победы в 2016 году Схюрс добилась на 100-тысячнике ITF в Кань-сюр-Мере в команде с Кристиной-Андреей Миту. За сезон она один раз попала в финал турнира WTA — в сентябре в Ташкенте.
2017 год Схюрс начала с выхода в финал турнира в Окленде в паре с Ренатой Ворачовой. В июне с соотечественницей Кики Бертенс она вышла в парный финал турнира на траве в Хертогенбосе, а в июле с бельгийкой Элизе Мертенс сыграла в финале в Бухаресте. В сентябре Мертенс и Схюрс смогли выиграть парный приз турнира в Гуанчжоу.
Отлично для себя Схюрс стартовала в сезоне 2018 года. В январе она победила на турнирах в Брисбене (с Бертенс) и Хобарте (с Мертенс). В мае она выиграла первый в карьере турнир серии Премьер. Произошло это на престижном турнире в Риме, где Деми разделила свой успех с австралийкой Эшли Барти. Через неделю после победы в Риме Деми отпраздновала ещё одну победу, выиграв турнир в Нюрнберге в партнёрстве с Катариной Среботник. Эти результаты позволили теннисистке из Нидерландов впервые подняться в топ-20 мирового парного рейтинга. На Открытом чемпионате Франции Схюрс лучше всего сыграла в миксте, где совместно с Матве Мидделкопом вышла в четвертьфинал. В июне она выиграла свой пятый в сезоне парный титул WTA, одержав победу в Хертогенбосе в дуэте с Элизой Мертнес. Через неделю в Бирмингеме их пара смогла выйти в финал. На Уимблдонском турнире Схюрс сыграла в 1/4 финала соревнований в миксте в команде с Жаном-Жюльеном Ройером.
В августе 2018 года сотрудничество с Эшли Барти принесло ещё один титул — на турнире серии Премьер 5 в Монреале. На следующем турнира такого же уровня в Цинциннати Схюрс сыграла уже в паре с Мертенс и смогла выйти в финал. Эти результаты позволили Деми войти в топ-10 парного рейтинга. На Открытом чемпионате США пара Мертенс и Схюрс доиграла до четвертьфинала. В сентябре их дуэт выиграл титул серии премьер 5 в Ухане, обыграв в финале дуэт Андреа Сестини Главачкова и Барбора Стрыцова в двух сетах. В октябре она смогла подняться на самую высокую в карьере — 7-ю строчку парного рейтинга.
В 2019 году Схюрс выступала на турнирах в основном в паре с немкой Анной-Леной Грёнефельд. Первого совместного финала они достигли в феврале на турнире в Дохе. В мае они вышли в финал в Риме, а в июне в Бирмингеме. На Уимблдоне они добрались до четвертьфинала. В августе они вышли в финал двух турниров серии Премьер 5 в Торонто и Цинциннати. На Итоговом турнире WTA
Грёнефельд и Схюрс смогли выйти в полуфинал. По итогу сезона Деми заняла 14-е место парного рейтинга.
В августе 2020 года Схюрс в паре с Кветой Пешке выиграла первый за два года титул — на турнире серии Премьер 5, который в том году был перенесён в Нью-Йорк. На Открытом чемпионате США их дуэт доиграл до четвертьфинала. В сентябре в команде с Николь Мелихар Схюрс смогла выиграть титул на грунтовом турнире в Страсбурге.
В 2021 году Мелихар и Схюрс продолжили совместные выступления и на Открытом чемпионате Австралии смогли выйти в полуфинал. В феврале на турнире в Дохе они смогли увести главный приз, а в апреле выиграли ещё один титул серии Премьер в Чарлстоне. В мае на турнире Премьер высшей категории в Мадриде Схюрс выступила в партнёрстве с Габриэлой Дабровски и они смогли выйти в финал. В июне на траве в Берлине и Истборне Мелихар и Схюрс смогли доиграть до финала, но оба раза уступили. Летом она сыграла на Олимпийских играх в Токио в паре с завершающей карьеру Кики Бертенс, однако они не смогли преодолеть второй раунд. На Итоговом турнире в паре с Мелихар она смогла доиграть до 1/2 финала и завершила сезон 11-й в парном рейтинге.
В середине марта 2025 года вместе с американкой Эйжой Мухаммад стала победительницей в парном разряде турнира категории WTA 1000 в Индиан-Уэлсе (США), где они в финале победили пару Тереза Михаликова и Оливия Николлс со счётом 6-2, 7-6(4).

## Итоговое место в рейтинге WTA по годам
| Год  | Одиночный рейтинг | Парный рейтинг |
| 2024 |                   | 24             |
| 2023 | 834               | 19             |
| 2022 |                   | 17             |
| 2021 |                   | 11             |
| 2020 |                   | 12             |
| 2019 |                   | 14             |
| 2018 |                   | 8              |
| 2017 |                   | 45             |
| 2016 |                   | 71             |
| 2015 | 783               | 72             |
| 2014 | 561               | 239            |
| 2013 |                   | 292            |
| 2012 |                   | 605            |
| 2011 | 1 103             | 659            |
| 2010 |                   | 583            |

## Выступления на турнирах

### Финалы турнировITFв одиночном разряде (2)

#### Победа (1)
| Легенда:           |
| ------------------ |
| WTA 125 (0)        |
| 100.000 USD (0+1)* |
| 75.000 USD (0+1)   |
| 50.000 USD (0+1)   |
| 25.000 USD (0+9)   |
| 15.000 USD (0+1)   |
| 10.000 USD (1+7)   |

| Титулы по покрытиям | Титулы по месту проведения матчей турнира |
| ------------------- | ----------------------------------------- |
| Хард (1+5)*         | Зал (0+3)                                 |
| Грунт (0+15)        | Зал (0+3)                                 |
| Трава (0)           | Открытый воздух (1+17)                    |
| Ковёр (0)           | Открытый воздух (1+17)                    |

* количество побед в одиночном разряде + количество побед в парном разряде.
| №  | Дата         | Турнир               | Покрытие | Соперница в финале | Счёт    |
| 1. | 2 марта 2014 | Шарм-эш-Шейх, Египет | Хард     | Эмили Уэбли-Смит   | 6-4 6-2 |

#### Поражение (1)
| №  | Дата            | Турнир          | Покрытие | Соперница в финале | Счёт        |
| 1. | 21 октября 2012 | Анталья, Турция | Грунт    | Ольга Янчук        | 2-6 6-2 3-6 |

### Финалы турнировWTAв парном разряде (37)

#### Победы (21)
| Легенда:                                   |
| ------------------------------------------ |
| Турниры Большого шлема (0)*                |
| Олимпиада (0)                              |
| Итоговый турнир WTA (0)                    |
| Premier Mandatory / WTA 1000 Mandatory (0) |
| Premier 5 / WTA 1000 (0+6)                 |
| Premier / WTA 500 (0+8)                    |
| International / WTA 250 (0+7)              |

| Титулы по покрытиям | Титулы по месту проведения матчей турнира |
| ------------------- | ----------------------------------------- |
| Хард (0+11)*        | Зал (0+3)                                 |
| Грунт (0+7)         | Зал (0+3)                                 |
| Трава (0+3)         | Открытый воздух (0+18)                    |
| Ковёр (0)           | Открытый воздух (0+18)                    |

* количество побед в одиночном разряде + количество побед в парном разряде.
| №   | Дата             | Турнир                  | Покрытие    | Партнёрша          | Соперницы в финале                         | Счёт              |
| 1.  | 12 апреля 2015   | Катовице, Польша        | Хард (зал)  | Исалин Бонавентюре | Джоя Барбьери Карин Кнапп                  | 7-5 4-6 [10-6]    |
| 2.  | 19 июля 2015     | Бухарест, Румыния       | Грунт       | Оксана Калашникова | Кристина-Андрея Миту Патрича Мария Циг     | 6-2 6-2           |
| 3.  | 23 сентября 2017 | Гуанчжоу, Китай         | Хард        | Элизе Мертенс      | Моника Адамчак Сторм Сандерс               | 6-2 6-3           |
| 4.  | 6 января 2018    | Брисбен, Австралия      | Хард        | Кики Бертенс       | Андрея Клепач Мария Хосе Мартинес Санчес   | 7-5 6-2           |
| 5.  | 13 января 2018   | Хобарт, Австралия       | Хард        | Элизе Мертенс      | Людмила Киченок Макото Ниномия             | 6-2 6-2           |
| 6.  | 20 мая 2018      | Рим, Италия             | Грунт       | Эшли Барти         | Андреа Сестини Главачкова Барбора Стрыцова | 6-3 6-4           |
| 7.  | 26 мая 2018      | Нюрнберг, Германия      | Грунт       | Катарина Среботник | Юханна Ларссон Кирстен Флипкенс            | 3-6 6-3 [10-7]    |
| 8.  | 16 июня 2018     | Хертогенбос, Нидерланды | Трава       | Элизе Мертенс      | Кики Бертенс Кирстен Флипкенс              | 3-3 — отказ       |
| 9.  | 12 августа 2018  | Монреаль, Канада        | Хард        | Эшли Барти         | Екатерина Макарова Латиша Чан              | 4-6 6-3 [10-8]    |
| 10. | 29 сентября 2018 | Ухань, Китай            | Хард        | Элизе Мертенс      | Андреа Сестини Главачкова Барбора Стрыцова | 6-3 6-3           |
| 11. | 29 августа 2020  | Нью-Йорк, США           | Хард        | Квета Пешке        | Николь Мелихар Сюй Ифань                   | 6-1 4-6 [10-4]    |
| 12. | 26 сентября 2020 | Страсбург, Франция      | Грунт       | Николь Мелихар     | Хэйли Картер Луиза Стефани                 | 6-4 6-3           |
| 13. | 5 марта 2021     | Доха, Катар             | Хард        | Николь Мелихар     | Моника Никулеску Елена Остапенко           | 6-2 2-6 [10-8]    |
| 14. | 11 апреля 2021   | Чарлстон, США           | Грунт       | Николь Мелихар     | Мария Боузкова Луция Градецкая             | 6-2 6-4           |
| 15. | 24 апреля 2022   | Штутгарт, Германия      | Грунт (зал) | Дезире Кравчик     | Кори Гауфф Чжан Шуай                       | 6-3 6-4           |
| 16. | 23 апреля 2023   | Штутгарт, Германия (2)  | Грунт (зал) | Дезире Кравчик     | Николь Мелихар-Мартинес Гильяна Ольмос     | 6-4 6-1           |
| 17. | 1 июля 2023      | Истборн, Великобритания | Трава       | Дезире Кравчик     | Николь Мелихар-Мартинес Эллен Перес        | 6-2 6-4           |
| 18. | 17 февраля 2024  | Доха, Катар (2)         | Хард        | Луиза Стефани      | Кэролайн Доулхайд Дезире Кравчик           | 6-4 6-2           |
| 19. | 20 октября 2024  | Нинбо, Китай            | Хард        | Юань Юэ            | Николь Мелихар-Мартинес Эллен Перес        | 6-3 6-3           |
| 20. | 15 марта 2025    | Индиан-Уэлс, США        | Хард        | Эйжа Мухаммад      | Тереза Михаликова Оливия Николлс           | 6-2 7-6(4)        |
| 21. | 15 июня 2025     | Лондон, Великобритания  | Трава       | Эйжа Мухаммад      | Анна Данилина Диана Шнайдер                | 7-5 6-7(3) [10-4] |

#### Поражения (16)
| №   | Дата            | Турнир                        | Покрытие | Партнёрша            | Соперницы в финале                    | Счёт              |
| 1.  | 1 октября 2016  | Ташкент, Узбекистан           | Хард     | Рената Ворачова      | Йоана Ралука Олару Ипек Сойлу         | 5-7 3-6           |
| 2.  | 7 января 2017   | Окленд, Новая Зеландия        | Хард     | Рената Ворачова      | Кики Бертенс Юханна Ларссон           | 2-6 2-6           |
| 3.  | 17 июня 2017    | Хертогенбос, Нидерланды       | Трава    | Кики Бертенс         | Кирстен Флипкенс Доминика Цибулкова   | 6-4 4-6 [6-10]    |
| 4.  | 23 июля 2017    | Бухарест, Румыния             | Грунт    | Элизе Мертенс        | Ирина-Камелия Бегу Йоана Ралука Олару | 3-6 3-6           |
| 5.  | 24 июня 2018    | Бирмингем, Великобритания     | Трава    | Элизе Мертенс        | Тимея Бабош Кристина Младенович       | 6-4 3-6 [8-10]    |
| 6.  | 18 августа 2018 | Цинциннати, США               | Хард     | Элизе Мертенс        | Луция Градецкая Екатерина Макарова    | 2-6 5-7           |
| 7.  | 16 февраля 2019 | Доха, Катар                   | Хард     | Анна-Лена Грёнефельд | Чжань Хаоцин Чжань Юнжань             | 1-6 6-3 [6-10]    |
| 8.  | 19 мая 2019     | Рим, Италия                   | Грунт    | Анна-Лена Грёнефельд | Виктория Азаренко Эшли Барти          | 6-4 0-6 [3-10]    |
| 9.  | 23 июня 2019    | Бирмингем, Великобритания (2) | Трава    | Анна-Лена Грёнефельд | Се Шувэй Барбора Стрыцова             | 4-6 7-6(4) [8-10] |
| 10. | 11 августа 2019 | Торонто, Канада               | Хард     | Анна-Лена Грёнефельд | Барбора Крейчикова Катерина Синякова  | 5-7 0-6           |
| 11. | 18 августа 2019 | Цинциннати, США (2)           | Хард     | Анна-Лена Грёнефельд | Луция Градецкая Андрея Клепач         | 4-6 1-6           |
| 12. | 8 мая 2021      | Мадрид, Испания               | Грунт    | Габриэла Дабровски   | Барбора Крейчикова Катерина Синякова  | 4-6 3-6           |
| 13. | 20 июня 2021    | Берлин, Германия              | Трава    | Николь Мелихар       | Виктория Азаренко Арина Соболенко     | 6-4 5-7 [4-10]    |
| 14. | 26 июня 2021    | Истборн, Великобритания       | Трава    | Николь Мелихар       | Сюко Аояма Эна Сибахара               | 1-6 4-6           |
| 15. | 7 мая 2022      | Мадрид, Испания (2)           | Грунт    | Дезире Кравчик       | Габриэла Дабровски Гильяна Ольмос     | 6-7(1) 7-5 [7-10] |
| 16. | 13 августа 2023 | Монреаль, Канада (2)          | Хард     | Дезире Кравчик       | Сюко Аояма Эна Сибахара               | 4-6 6-4 [11-13]   |

### Финалы турнировITFв парном разряде (27)

#### Победы (20)
| №   | Дата            | Турнир                 | Покрытие    | Партнёрша            | Соперницы в финале                         | Счёт              |
| 1.  | 1 августа 2010  | Бре, Бельгия           | Грунт       | Софи Ойен            | Маркелла Кук Марина Мельникова             | 6-0 6-1           |
| 2.  | 21 августа 2010 | Вестенде, Бельгия      | Хард        | Кверина Лемойне      | Алисон ван Эйтванк Ирина Хромачёва         | 3-6 6-4 [10-4]    |
| 3.  | 27 марта 2011   | Анталия, Турция        | Грунт       | Илона Кремень        | Мартина Гледачева Изабелла Шиникова        | 3-6 7-6(3) [10-8] |
| 4.  | 6 апреля 2012   | Тессендерло, Бельгия   | Грунт (зал) | Марина Заневская     | Татьяна Малек Штефани Фогт                 | 6-4 6-3           |
| 5.  | 14 июля 2013    | Ашаффенбург, Германия  | Грунт       | Ева Ваканно          | Каролина Даниэльс Лаура Шедер              | 7-5 1-6 [14-12]   |
| 6.  | 28 июля 2013    | Маасейк, Бельгия       | Грунт       | Ева Ваканно          | Бернис ван де Вельде Келли Верстег         | 6-2 4-6 [10-7]    |
| 7.  | 1 сентября 2013 | Роттердам, Нидерланды  | Грунт       | Амандин Эсс          | Эльке Лемменс Светлана Пироженко           | 3-6 7-5 [10-4]    |
| 8.  | 17 ноября 2013  | Бол, Хорватия          | Грунт       | Барбора Крейчикова   | Тереза Маликова Вивьен Юхасова             | 6-2 6-4           |
| 9.  | 15 декабря 2013 | Мадрид, Испания        | Хард        | Ева Ваканно          | Елица Костова Евгения Родина               | 6-1 6-2           |
| 10. | 24 августа 2014 | Ванферсе-Боле, Бельгия | Грунт       | Элизе Мертенс        | Татьяна Буа Даниэла Сегель                 | 6-2 6-3           |
| 11. | 31 августа 2014 | Флёрюс, Бельгия        | Грунт       | Аранча Рус           | Хильда Меландер Марина Мельникова          | 6-4 6-1           |
| 12. | 16 ноября 2014  | Шарм-эш-Шейх, Египет   | Хард        | Мари Бенуа           | Валентина Ивахненко Полина Монова          | 6-4 7-5           |
| 13. | 7 декабря 2014  | Сус, Тунис             | Хард        | Келли Верстег        | Тереза Маликова Вивьен Юхасова             | 6-3 6-0           |
| 14. | 8 февраля 2015  | Гренобль, Франция      | Хард (зал)  | Хироко Кувата        | Манон Арканджёли Синди Бургер              | 6-1 6-3           |
| 15. | 28 февраля 2015 | Бейнаско, Италия       | Грунт (зал) | Даниэла Сегель       | Ксения Кнолль Аличе Маттеуччи              | 6-4 4-6 [11-9]    |
| 16. | 9 августа 2015  | Коксейде, Бельгия      | Грунт       | Элизе Мертенс        | Юстина Егёлка Шеразад Ре                   | 6-3 6-2           |
| 17. | 8 мая 2016      | Кань-сюр-Мер, Франция  | Грунт       | Кристина-Андрея Миту | Ксения Кнолль Александра Крунич            | 6-4 7-5           |
| 18. | 15 мая 2016     | Сен-Годенс, Франция    | Грунт       | Рената Ворачова      | Никола Гойер Виктория Голубич              | 6-1 6-2           |
| 19. | 30 июля 2016    | Прага, Чехия           | Грунт       | Рената Ворачова      | Сильвия Солер Эспиноса Сара Соррибес Тормо | 7-5 3-6 [10-4]    |
| 20. | 14 августа 2016 | Коксейде, Бельгия      | Грунт       | Штеффи Дистельманс   | Илона Кремень Башак Эрайдын                | 6-1 6-4           |

#### Поражения (7)
| №  | Дата            | Турнир                        | Покрытие | Партнёрша             | Соперницы в финале                   | Счёт    |
| 1. | 2 августа 2009  | Бре, Бельгия                  | Грунт    | Ан-Софи Местах        | Кики Бертенс Кверина Лемойне         | 1-6 0-6 |
| 2. | 8 сентября 2013 | Алфен-ан-ден-Рейн, Нидерланды | Грунт    | Ева Ваканно           | Синди Бургер Даниэла Сегель          | 4-6 1-6 |
| 3. | 23 февраля 2014 | Шарм-эш-Шейх, Египет          | Хард     | Зара Разафимахатратра | Ана Веселинович Евгения Пашкова      | 2-6 1-6 |
| 4. | 28 июня 2014    | Бреда, Нидерланды             | Грунт    | Ева Ваканно           | Натела Дзаламидзе Светлана Пироженко | 4-6 1-6 |
| 5. | 10 августа 2014 | Коксейде, Бельгия             | Грунт    | Бернарда Пера         | Исалин Бонавентюре Ришел Хогенкамп   | 4-6 4-6 |
| 6. | 21 июня 2015    | Илкли, Великобритания         | Трава    | Ан-Софи Местах        | Ралука Олару Сюй Ифань               | 3-6 4-6 |
| 7. | 30 апреля 2016  | Висбаден, Германия            | Грунт    | Штеффи Дистельманс    | Мари Бенуа Аранча Рус                | 2-6 2-6 |